# Odkrycie nieba (film)
Odkrycie nieba – brytyjsko-holenderski film fantasy z 2001 roku na podstawie powieści Harry'ego Mulischa pod tytułem Odkrycie nieba.

## Główne role
- Jeroen Krabbé – Gabriel
- Stephen Fry – Onno
- Gillian Barge(inne języki) – Matka Onno
- Nettie Blanken(inne języki) – Coba
- Victoria Carling(inne języki) – Margareth Quist
- Geraldine Alexander – Trees Quist
- Nicholas Palliser – Diederik Quist
- Greg Wise – Max
- Emma Fielding(inne języki) – Helga
- Sean Harris – Bart Bork
- Flora Montgomery – Ada
- Diana Quick(inne języki) – Sophia Brons
- Rob van de Meeberg(inne języki) – Oswald Brons

## Fabuła
Bóg jest rozczarowany ludźmi i tym, co oni robią na Ziemi. Zamierza ukarać ludzkość odbierając jej tablice z dziesięcioma przykazaniami. Zadanie to zleca aniołom. Jeden z nich musi odnaleźć odpowiednich rodziców dla wysłannika, który wypełni wolę boską. Anioł musi się śpieszyć, na wykonanie zadania ma 19 lat ludzkich i 9 miesięcy. Ale jest jeden problem: pożądany gen ma dwóch mężczyzn i jedna kobieta. Wybrańcy poznają się 13 sierpnia 1967 roku, a po 9 miesiącach trafiają na wytypowaną kobietę.